# Aulacorhynchus coeruleicinctis
Aulacorhynchus coeruleicinctis là một loài chim trong họ Ramphastidae.